# آرثر كونلي
آرثر كونلي (بالإنجليزية: Arthur Conley)‏ هو مغني أمريكي، ولد في 4 يناير 1946 في أتلانتا في الولايات المتحدة، وتوفي في 17 نوفمبر 2003 بسبب سرطان القولون.

## وصلات خارجية
- آرثر كونلي على موقع IMDb (الإنجليزية)
- آرثر كونلي على موقع ميوزك برينز (الإنجليزية)
- آرثر كونلي على موقع إن إن دي بي (الإنجليزية)
- آرثر كونلي على موقع أول ميوزيك (الإنجليزية)
- آرثر كونلي على موقع ديسكوغز (الإنجليزية)